# Wiek drzew
Wiek drzew – określa się na podstawie przeliczania słojów (przyrostów rocznych) drewna na pniakach (oraz dodaniu liczby lat niezbędnych do osiągnięcia przez młode drzewko wysokości pniaka) ściętych drzew lub na podstawie średniej liczby okółków gałęzi. Wyraźne okółki wytwarza drzewo tylko w młodości w okresie rocznego przyrostu na wysokość. Gdy te sposoby ustalenia wieku drzew nie mogą być wykorzystane, wówczas wiek drzew określa się szacunkowo – w przybliżeniu. Wiek drzewostanu określa się jako klasa wieku drzewostanu.